# Linus (Magazin)
Linus ist ein italienisches Comicmagazin, das seit April 1965 erscheint. Die nach einer Figur aus den Peanuts benannte Zeitschrift war das erste italienischsprachige Comicmagazin für Erwachsene.

## Veröffentlichung und thematische Ausrichtung
Die erste Ausgabe erschien im April 1965 mit der namensgebenden Peanuts-Figur auf dem Titelbild. Neben den Peanuts wurden unter anderem auch Al Capps Li’l Abner, Walt Kellys Pogo und Chester Goulds Dick Tracy dem italienischen Publikum zugänglich gemacht. Die italienische Erstveröffentlichung von Barbarella erschien 1967 ebenfalls zuerst in Linus. Neben vor allem amerikanischen Comics wurden jedoch auch einheimische Zeichner gefördert. So erschien der Comic Neutron, in dem Guido Crepax’ berühmteste Comicfigur Valentina zum ersten Mal auftrat, im Mai 1965 in der zweiten Ausgabe von Linus. Im Laufe der Jahre änderte sich der thematische Schwerpunkt von Linus in Richtung Politik und Satire.

## alterlinus und alteralter
Bereits kurz nach der Erstveröffentlichung wurden unter dem Namen Linus zahlreiche Sonderausgaben mit thematischen Schwerpunkten herausgebracht. Als regelmäßige monatliche Ergänzung erschien im Januar 1974 die Zeitschrift alterlinus. Im Jahr 1977 wurde alterlinus in alteralter umbenannt. Im Jahr 1986 wurde alteralter eingestellt.